# 棋人公益文化計劃
棋人公益文化計劃（Good Drop Chessman Charity & Culture）是澳门棋人娛樂製作有限公司在2014年創立的慈善單位，望在推動棋人娛樂產業的同時為社會出一分力，幫助有需要的人。
創辦Chessman Post 及澳門的公益部門「棋人公益文化計劃」合力創 是棋人娛樂製作CHESSMAN在香港 善款捐贈 刊的慈善報章，當中所有的廣告收益將全數撥捐 澳門明愛作慈善用途。
2014年8月11日首次舉辦「越黑高歌」慈善音樂晚會，為國際性非牟利醫療教育組織奧比斯籌款，喚起大眾對失明人士的關注。
2015年5月13日棋人公益文化計劃協辦《讓愛零距"尼"》籌款晚會。是次晚會集合多位港澳演藝人的力量，為尼泊爾大地震災區共籌得逾100萬澳門幣捐款，款項不扣除開支，全數撥捐樂施會，支援當地的災民，以及將來的重建工作。